# Остапенко, Алексей Александрович
Алексей Александрович Остапенко (26 мая 1986, Саратов) — российский волейболист, центральный блокирующий, заслуженный мастер спорта России (2008).

## Биография
Алексей Остапенко родился в Саратове, там же начал заниматься волейболом. В 13 лет Остапенко заметили селекционеры «Нефтяника», базового клуба молодёжной сборной России, и получив «добро» от родителей и своего первого тренера Владимира Александровича Бахирева, он отправился в Ярославль. С 16 лет Алексей играл в основном составе «Нефтяника», в 2005-м вместе с Сергеем Гранкиным переехал в Москву, играл сначала за «Луч», а через год — за «Динамо». Вместе они в 2004—2005 годах выступали и в молодёжной сборной России, которая после относительно долгого перерыва выиграла чемпионаты Европы и мира.
24 декабря 2005 года Остапенко провёл первую игру за взрослую сборную России — против команды легионеров российского чемпионата в «Матче звёзд» Суперлиги. Молодой блокирующий с 15 очками стал одним из самых результативных и одержал победу в конкурсе на самую сильную подачу. В рамках Мировой лиги 5 августа 2006 года в матче Россия — Китай (3:0) он официально дебютировал в сборной России. Всего в 2006—2008 годах сыграл за национальную команду в 58 матчах.
Во время Олимпиады в Пекине Остапенко серьёзно травмировал ногу, из-за этого полностью пропустил клубный сезон-2008/09, в дальнейшем выступал за «Динамо» нерегулярно. В 2012—2014 годах защищал цвета нижегородской «Губернии».
В 2014 году после шестилетнего перерыва вернулся в сборную России, сыграл в трёх матчах Мировой лиги. В сезоне-2014/15 выступал за итальянскую «Пьяченцу», в мае 2015 года перешёл в новосибирский «Локомотив», но в октябре контракт был расторгнут по причине затянувшегося восстановления после операции на колене. Летом 2016 года Алексей Остапенко вернулся в московское «Динамо».

## Достижения

### Со сборными
- Бронзовый призёр Олимпийских игр (2008).
- Серебряный призёр чемпионата Европы (2007).
- Серебряный призёр Кубка мира (2007).
- Серебряный (2007) и бронзовый (2008) призёр Мировой лиги.
- Чемпион Европы среди юношей (2003).
- Чемпион Европы среди молодёжных команд (2004).
- Чемпион мира среди молодёжных команд (2005).

### С клубами
- Чемпион России (2007/08), серебряный (2006/07, 2010/11, 2011/12, 2016/17) и бронзовый (2009/10, 2017/18) призёр чемпионатов России.
- Бронзовый призёр Лиги чемпионов (2006/07).
- Финалист Кубка Европейской конфедерации волейбола (2013/14).
- Победитель Кубка России (2006), финалист Кубка России (2007).

### Личные
- Лучший блокирующий и подающий молодёжного чемпионата мира (2005).
- Лучший подающий «Финала четырёх» Кубка России (2007).
- Участник Матчей звёзд России (2005, 2013).

## Личная жизнь
В 2009—2011 годах Алексей Остапенко был женат на известной спортсменке, серебряном призёре Олимпийских игр 2004 года в плавании на спине Станиславе Комаровой.
В 2014 году окончил Российский государственный университет физической культуры, спорта, молодёжи и туризма.